# Поломы (Владимирская область)
Поломы — деревня в Петушинском районе Владимирской области России, входит в состав Пекшинского сельского поселения.

## География
Деревня расположена на берегу речки Сомша в 19 км на север от центра поселения деревни Пекша и в 27 км на северо-восток от райцентра города Петушки.

## История
В конце XIX — начале XX века деревня входила в состав Короваевской волости Покровского уезда. В 1859 году в деревне числилось 29 дворов, в 1905 году — 39 дворов. 
С 1929 года деревня входила в состав Караваевского сельсовета Петушинского района, с 1979 года — в составе Анкудиновского сельсовета, 2005 года — в составе Пекшинского сельского поселения.

## Население
| 1859 | 1905 |
| ---- | ---- |
| 205  | 182  |

| 1859 | 1905 | 1926 | 2002 | 2010 | 2021 |
| ---- | ---- | ---- | ---- | ---- | ---- |
| 205  | ↘182 | ↘175 | ↘1   | ↗7   | ↘2   |